# Jean de la Valette
Jean Parisot de La Valette (ur. 1494, zm. 21 sierpnia 1568) – czterdziesty dziewiąty wielki mistrz zakonu joannitów.
Urodził się w Parisot w Prowansji (obecnie departament Tarn i Garonna). Pochodził ze starej, szlacheckiej rodziny z południa Francji, posiadającej rozległe dobra w okolicach Tuluzy. W 1514 wstąpił do zakonu joannitów. W 1522 jako jeden z młodszych dowódców brał udział w obronie Rodos. Po upadku Rodos wraz z ocalałymi kawalerami i grupą Rodyjczyków, którzy postanowili im towarzyszyć, udał się na tułaczkę, zakończoną dopiero w 1530 na Malcie, oddanej w lenno joannitom przez cesarza Karola V. W 1541 został wzięty do niewoli przez muzułmanów po zatopieniu jego galeonu przez afrykańskich korsarzy Turguta Reisa. Przez kilka miesięcy był galernikiem na muzułmańskich okrętach, aż został wykupiony z niewoli przez swój zakon. W latach 1546–1549 był komendantem twierdzy i gubernatorem Trypolisu, należącego wówczas do zakonu maltańskiego, a w latach 1554–1556 sprawował urząd generała galer.
Po wybraniu na wielkiego mistrza (21 sierpnia 1557) zajął się pogłębieniem dyscypliny w zakonie i zwiększeniem mocy obronnych Malty. Nałożył w tym celu na miejscową ludność i komandorie zakonu w Europie dodatkowe podatki, a z opornymi zdecydowanie się rozprawiał.
Kulminacją jego rządów była słynna obrona Malty przed wojskami tureckimi Lali Mustafy Paszy, jednego z dowódców Sulejmana Wspaniałego, w 1565 r. Czteromiesięczne oblężenie, zakończone odparciem najeźdźców wykazało ogromny hart ducha wielkiego mistrza oraz jego wybitne talenty wojskowe i organizacyjne, poparte osobistą odwagą. Rozsławiło też zakon w całym chrześcijańskim świecie. Sam wielki mistrz otrzymał od papieża Piusa V godność kardynała, ale odmówił jej przyjęcia. W 1566 na półwyspie Sciberras wielki mistrz rozpoczął budowę miasta, nazwanego później od nazwiska założyciela Valletta.
Mistrz La Valette był poliglotą – mówił płynnie po francusku, włosku, hiszpańsku, grecku, arabsku i turecku. Swobodnie posługiwał się również łaciną.
Jean de la Valette zmarł 21 sierpnia 1568 r., w 11 rocznicę swojego wyboru na urząd wielkiego mistrza, na skutek udaru słonecznego, jakiego doznał podczas oddawaniu się swojej ulubionej rozrywce: polowaniu z sokołem. Został pochowany początkowo, zgodnie ze swoim życzeniem, w krypcie kościoła Matki Bożej Zwycięskiej, później jego prochy przeniesiono do konkatedry św. Jana w Valletcie.